# Мацумае Куніхіро
Мацумае Куніхіро (1705 — 31 травня 1743) — 6-й даймьо Мацумае-хана.

## Життєпис
Походив з самурайського роду Мацумае. Син Мацумае Мотохіро. Народився 1705 року. У 1716 році всиновлено стрийком — даймьо Мацумае Норіхіро. Після смерті останнього 1721 року стає новим володарем Мацумае-хана. Того ж року відвідав Едо, де був прийнятий сьогуном Токуґава Йосімуне, який дозволив приїздити до Едо 1 раз на 5—6 років. Водночас Куніхіро отримав молодший п'ятий ранг. Задля зміцнення свого становища призначив найвисокорангових васалів зі своїх родичів на посади середнього рівня.
Зосередив свої зусилля на відновленні фінансового становища свого володіння й клану. Для цього сприяв остаточній розбудові системі басьо (торгівельних факторів), що охопила Хоккайдо, південний Сахалін, Південні Курильські острови. Для цього поліпшив торгівельні шляхи для переміщення товарів, обладнання портів, зміцнення фортець, контролю над отона (старшинами) айнів, які остаточно перетворилися на частину адміністрації хана, сприяючи зміцненню японської влади. 
Водночас було вдосконалено фіскальну систему і зміцнено контроль даймьо над торгівцями, для чого було створено об'єднання власних купців, що жили поблизу замку Мацумае (на противагу купцям з Едо і Осаки). Їм стали доручати портові збори, раніше здійснювалися посадовими особами князівства. Разом з експортом лососевих риб все більшу вагу набував експорт оселедцевих.Перехід басьо на вилов риб, відхід від добування бобрів, ведмедів та яструбів, призвів до збільшення числа рибалок з Хонсю. Все це сприяло покращення з наповненості скарбниці, переорієнтації хана на нові економічні умови. Разом з тим заклало підвалини для майбутнього протистояння японських торгівців і айнів, оскільки перші дістали широке сприяння з боку Куніхіро, натомість айни все не розглядалися як торгові партнери, і все більше використовувалися в якості низькооплачуваних рибалок.
Помер у 1743 році. Володіння успадкував син Мацумае Сукехіро.